# アドリブ店長
『アドリブ店長』（アドリブてんちょう）は、あかつきけいいちによる日本のパチスロ漫画作品。当初は『パチンカーワールド』（白夜書房刊）に連載されていたが、同誌の休刊に伴い『パチスロパニック7』（白夜書房刊）へ移籍し、内容がパチンコからパチスロ中心に切り替わった。その後『パニック7ゴールド』（白夜書房刊）へ移籍し、2012年5月からは『アドリブ店長R』と改題して同誌（ガイドワークス刊）で連載中。
2023年3月からはガイドワークスが運営するYouTubeチャンネル「パチンコパチスロ漫画動画チャンネル」にて、元の漫画に音声を付けた形で再構成したモーションコミック（漫画動画）による『アドリブ店長』の配信が開始され、現在は不定期で新編が配信されている。

## 内容
パチスロ店における店長と常連客との間における戦いを描く。本来ならば、パチスロ漫画においてはパチスロ店を攻略するプロに焦点が当たるのに対して、本作ではそのプロを手玉に取る店長が主役となっている。

## 登場人物
小早川
声 - ヤシロこーいち（モーションコミック版）
本作の主人公。パチンコ店「パーラーロマネスク」の店長を務めている。「ロマンティックな設定」と銘打ち、客（特にプロ）を翻弄するのが大好き。「俺の設定は誰も読めない」が口癖である。ちなみに「アドリブ店長」というのは『アドリブ王子』の王子が付けた呼称であり、本人は「ロマンティック店長」と自称している。
天体関係には並々ならぬ情熱と豊富な知識を持ち、流星群や彗星接近など天体関係における大きな出来事があると、それに合わせて自身の店で大々的なイベントを行っている。また台風が直撃すると通常以上に神がかった設定をする。
パチンコ・パチスロの腕前および釘設定のレベルは超一流で、王子も負かしたことがある。
松さん
小早川と共にロマネスクグループを渡り歩いてきた店員。小早川の設定にプロが引っかかるのを見てバカ笑いする不良老人。
ロマネスクグループの会長・大蔵山喜平とはロマネスクの前身の豆腐店からの仲で相応の出世話もあったが、本人の希望で現場に立ち続けていた。 既に定年を過ぎているが、非常勤として働き続けている。
主任
ロマネスクグループにおいてエリートコースを歩んできたが、小早川によって進路を破壊された「パーラーロマネスク」の主任。ボッタクリ設定と回収を得意としていてそれは常連客にも広く知れ渡っているが、主任主導のイベントだとどこかしら詰めが甘い。
沢田
パーラーロマネスクの女性店員。敏腕だが怖い人。
サッちゃん
パーラーロマネスクの店員。『アドリブオフサイド』の主役格の1人でもある。ロマネスクでの勤務初日をいきなりサボったらしいが、クビにはならなかったようだ。『アドリブオフサイド』でのイメージとはうって変わって真面目に働いているが、時々地が見えることも。
他の店員と比べても登場シーンは多いが、本名を出さないためか作中で名前を呼ばれたことがない。
マサル（本名：鷹久マサル）
ロマネスクの常連となっているプロ。毎回イベントで小早川に挑んでは返り討ちに遭っている。当初は「裏サーチ隊が往く」「ホール衛星ひまわり」という短期連載の登場人物だった。タンパクとはコンビで、連載の最初期はパチンコを専門に打っていたが、倫子が登場してからはパチスロを打つようになっている。腕は良いがロマネスクではなかなか勝てない。
タンパク（本名：田中のぼる）
マサルと同じくプロ。データ収集能力はあるが、それが勝利に繋がっていない。ロマネスクの常連の1人。マサルと組んで短期連載の登場人物だった。タンパクというあだ名は「学生時代に尿タンパクが出た」ことから付いている。
倫子（りんこ）
声 - ちんやく → 孫﨑純（モーションコミック版）
マサルとタンパクの先輩。普段はモデルをしているが、ホールのデータを収集して設定の癖を見抜き勝っていくスロプロ。収支的な損をすることはほとんどないが、高設定と信じて打った台を単なるヒキで出してしまったり、出玉ランキングでは他者の噛ませ犬的な役に回ってしまったりと、小早川には別の意味で常に煮え湯を飲まされている。驚愕するほどのヒキ運を持っているが、本人は立ち回りで勝っていることを強調し、他者から「ヒキ強」と呼ばれることを非常に嫌う。酒癖が非常に悪く、ゲロを吐くこともしばしば。登場は連載途中からだが、それからは小早川に対抗する主役級のキャラクターとなっている。
エモヤン
パチンコの釘読みにおいては最強のプロ。小早川に対抗できる実力を持つが、逆にその実力を利用されることもしばしばある。ロマネスクでの一件で元々引きこもりだったのが更に悪化している。実は夢夢ちゃんオタク。
大蔵山喜平
ロマネスクグループの会長。一軒の豆腐屋を皮切りにロマネスクを立ち上げ、一代にして全国展開する巨大グループへと成長させた。現役時代は「夕焼け店長」と呼ばれていたが、目を患ってからは顔面でパチンコの釘を見ることに。小早川の師匠とも言える人物だが、「夕焼け時こそがホールがもっとも活発な時である」という持論のため、「星が輝く時こそが重要な時間帯」という持論の小早川とは論争に及ぶことも少なくない。台詞は基本的に「ふがふが」のみであり、常に側近が付いて、彼の言葉を通訳している。愛用の杖には釘調整用の金槌が内蔵されている。年齢はかなりの高齢ということ以外は不明だが、今なお女好きで愛人も多い。
ヤリスギ
ロマネスク目白台店の店長。本名は「村田登」だが、パチンコ・パチスロの注目の新台や人気台があるとすぐに飛び付き、自店の店内の台を全てそれ一色にしてしまうという自身の習癖により、台の稼働率が悪化してしまい「やりすぎちゃいました…」と言ってよく小早川らに助けを求めて泣き付いてくることから「ヤリスギ」という通称で呼ばれている。
小宮エイコ
パーラーロマネスクと同地区にあるパチンコ店「パーラーヴィーナス」の店長。巨乳。以前に小早川の下で部下をしていたことがあるが、現在は敵となっている。デカ盛り設定が好きでパチスロ機の営業に設定を打たせているが、小早川に見抜かれてしばしば痛い目に遭っている。
馬場
パチンコ機器メーカー「大一」の営業マン。後に自身で独立して「馬場商会」を設立した。「馬場ボード」など、パチンコ店向けに各種のハイテク機器を売り込むものの、小早川には面白半分で手玉に取られからかわれることが多く、営業としては苦戦している。
ピエール本郷
放浪のスロプロ。かつてはロマネスクグループに在籍して敏腕ぶりを発揮していたものの、理由あってロマネスクから除名処分を受けた。その独特の修行によって、フサエ・E・ヌレレバを腕利きのスロッターに育て上げた。姉妹作『アドリブオフサイド』に登場する翔も彼の下で修行したらしく、翔は彼のことを「ティーチャー」と呼ぶ。ハードゲイが着ていそうなメッシュ生地のシャツを着ていることから、王子からは「アミ」と呼ばれている。
フサエ・E・ヌレレバ
声 - このみまこ（モーションコミック版）
大蔵山喜平と南アフリカの愛人との間に生まれた娘。南アフリカはケープタウンにある豪邸で暮らしている。料理の天才として才能を遺憾なく発揮していたものの、来日時に見た王子の姿にライバル心を触発され、ピエール本郷の指導の下でパチスロの技術を修行し、王子に闘いを挑むようになる。行動時には常に専門の執事を同行させている。
アンドルコフ三宅
倫子のモデル仕事の先輩で、非常に熱心なパチスロ「吉宗」マニア。倫子からは「アンドレさん」と呼ばれている。顔立ちは濃いがオネエ言葉で話す。
ミドリ
倫子のモデル事務所の後輩。パチンコの腕は良いものの小早川に手玉に取られたことを機にロマネスクへ通うようになる。可愛い顔をしているが、酒癖は倫子とほとんど変わらない。
山田さん
ロマネスクの常連。実は密かにロマネスクでは勝っているパチプロなのだが、気づいている者はわずか。エモヤンが見抜いた一番良い台をあっさり空けるなど、あまり勝ち負けにはこだわらないタイプのようである。
夏目奈緒
「ロマネスクグループ」の宿敵である「パンダグループ」西園寺会長の5番目の娘。父親と姓が異なるのは愛人の娘のためである。パンダグループに就職していたが父親の命で小早川に挑戦する。出玉勝負で王子を破れば小早川が何でも言うことを聞く、という条件の下で勝負を挑み、王子に辛勝するも小早川の手腕を認めて、勝利の権利を行使して小早川の下でホール経営を学ぶために働き始める。
王子
声 - 小船彰人（モーションコミック版）
姉妹作『アドリブ王子』における主役。主にイベント狙いのスロプロ。イベントなどの勝負において出玉枚数でトップになるのが当然の強さだが、小早川に完全敗北したことがある。

## 単行本
『アドリブ店長』
1. 2002年1月18日 ISBN 978-4-89-367755-6
2. 2002年12月6日 ISBN 978-4-89-367834-8
3. 2004年1月23日 ISBN 978-4-89-367917-8
4. 2005年2月25日 ISBN 978-4-86-191002-9
5. 2005年9月28日 ISBN 978-4-86-191073-9
6. 2006年3月24日 ISBN 978-4-86-191143-9
7. 2007年1月17日 ISBN 978-4-86-191240-5
8. 2008年2月29日 ISBN 978-4-86-191364-8
9. 2009年7月17日 ISBN 978-4-86-191364-8
10. 2010年8月20日 ISBN 978-4-86-191654-0
11. 2011年11月17日 ISBN 978-4-86-191839-1

『アドリブ店長R』
1. 2012年8月20日 ISBN 978-4-90-693615-1
2. 2013年10月17日 ISBN 978-4-86-535019-7
3. 2014年7月17日 ISBN 978-4-86-535119-4
4. 2015年6月17日 ISBN 978-4-86-535247-4
5. 2016年7月15日 ISBN 978-4-86-535418-8
6. 2017年7月15日 ISBN 978-4-86-535598-7
7. 2018年9月15日 ISBN 978-4-86-535816-2
8. 2020年12月26日[1]
9. 2022年1月17日
10. 2022年9月16日
11. 2023年4月17日
12. 2024年1月26日
13. 2025年4月24日

## 関連シリーズ
『アドリブ王子』
『別冊パチスロパニック7』で連載中。主人公は『アドリブ店長』にも度々登場する王子である。
『アドリブオフサイド』
『パニック7ゴールド』→『パチスロパニック7』で2010年9月まで連載。かつては『新台オフサイド』（作者のデビュー作品）というタイトルでマイナーな新台を紹介する内容だったが、『アドリブ王子』の人気の上昇に伴いいつの間にか改名され、他2作品のスピンオフ的な趣向が強くなった。
『アドリブ王女』
『パチスロパニック7』2015年6月号から連載開始された作品で、主人公は同年3月に行われた「アドリブ王女は誰だ!?」というイベントにて勝利した河原みのりをモデルにしている。王子やホクロなどといった『アドリブ王子』の登場人物も作中に登場している。
大アドリブ祭り
毎年、年末年始に渡って掲載されるスペシャル。『アドリブ王子』と『アドリブ店長』の対決を描く、両作および『アドリブオフサイド』や『アドリブ王女』のキャラクターが作品の垣根を越えて登場するオールスター作品で、この作品の掲載期間中は通常シリーズの連載が中断され、『パチスロパニック7』→『パニック7ゴールド』→『別冊パチスロパニック7』と、雑誌の枠を超えて続きが掲載されていくのが特徴である。この掲載形式は、姉妹誌全体の売り上げ向上に結び付いたため、その後、尾上龍太郎の『スーパーニート』などでも同形式での連載が行われている。
『アドリブ王子くん』
『アドリブオフサイド』以前に『パニック7ゴールド』で連載していた作品で、創刊当初は兄弟誌である『パチスロパニック7』らと一線を画し、パチスロのマニア層以外の読者からも支持を得ようとする（雑誌名に「パチスロ」と入っていないのもそのため）目標を掲げた同誌の動きに合わせ、「パチスロをしないアドリブ王子」という触れ込みで開始された。中学2年生でありながら中学校の生徒会長を務める「若王子ミキオ」が、新聞に写真付きで載ることだけを目的にボランティア活動やオリエンテーリングなどに参加していき、どうすればもっと目立てるかという「アドリブ」を育ての親である祖父に教えられていくという内容であったが、単行本にしてわずか2巻で終了した。主人公はどう見ても中学生のころの王子だが、その後どういう進路を辿って今に至ったのかは定かではない。

## モーションコミック（漫画動画）

### スタッフ
- 動画制作：株式会社ランナバウト